# شجرة الدر (رواية)
شجرة الدر هي رواية تاريخية ل جورجي زيدان, تدخل ضمن سلسلة روايات تاريخ الإسلام. تتناول الرواية قصة شجرة الدر كأول امرأة تتولى الحكم في تاريخ مصر الإسلامية، حيث تتوجت ملكة عليها بعد مقتل الملك طوران شاه آخر سلاطين الدولة الأيوبية. وقد تزامن توليها للحكم مع سقوط الخلافة العباسية باجتياح التتار لبغداد التي ظلت مركزا للخلافة طيلة خمسمائة عام، وانتقل بعدها مقر الخلافة إلى مصر. كما تزامنت فترة توليها الحكم مع حملة ملك فرنسا لويس التاسع الصليبية للقضاء على مصر بوصفها أقوى دولة إسلامية في ذلك الوقت. ورغم كل هذه التحديات استطاعت شجرة الدر أن تدير شئون البلاد بكفائة واقتدار .

## شخصيات الرواية
- علي بك الكبير (شيخ البلد في مصر)
- عثمان باشا (والي مصر التركي)
- محمد بك أبو الذهب (خليفة علي بك وصهره)
- الأمير يوسف شهاب (حاكم لبنان)
- الشيخ ضاهر الزيداني (حاكم عكا)
- الأميرال أورلوف (قائد الأسطول الروسي)
- السيدة نفيسة المملوكية (زوجة علي بك)
- السيد المحروقي (من السادة الأشراف بمصر)
- السيد عبد الرحمن (تاجر مصري كبير)
- حسن (ابن السيد عبد الرحمن)
- سالمة (زوجة السيد عبد الرحمن)
- علي (خادم الأسرة)
- عماد الدين (رسول الشيخ ضاهر)